# Nathaniel Lowe
David Nathaniel Lowe (Norfolk, Virginia, 7 de julio de 1995), más conocido como Nathaniel Lowe, es un jugador profesional estadounidense de béisbol que se desempeña en la posición de primera base en Tampa Bay Rays, equipo de las Grandes Ligas de Béisbol (MLB). Logró obtener un Guante de Oro.

## Carrera
Lowe jugó como profesional dos temporadas en Tampa Bay Rays (2019-2020), después pasó a Texas Rangers, donde lleva jugando cuatro temporadas.

## Premios
Fue galardonado con el Guante de Oro en una oportunidad (2023).